# Microsage olfersii
Microsage olfersii är en stekelart som beskrevs av Joseph Kriechbaumer 1898. Microsage olfersii ingår i släktet Microsage och familjen brokparasitsteklar. Inga underarter finns listade i Catalogue of Life.